# La maledizione di Damien
La maledizione di Damien (Damien: Omen II) è un film del 1978, diretto da Don Taylor, sequel del film Il presagio.
Al film si ispira l'omonima canzone dei Savatage ed il brano The Number of the Beast del 1982 che dà anche il nome all'omonimo album di successo della band heavy metal Iron Maiden.
L'edizione home video è stata distribuita con il titolo Omen II - La maledizione di Damien.

## Trama
Damien ha tredici anni e trascorre le sue giornate nella residenza dei Thorn, in compagnia di suo cugino Mark.
Giunge per lui il momento di entrare a far parte dell'accademia militare, insieme a suo cugino. Hanno dunque inizio numerosi avvenimenti misteriosi che coinvolgono Damien: sembra che il ragazzo riesca a incutere timore con la forza dello sguardo, a far capitare terribili incidenti dai quali ha la capacità di uscire perfettamente illeso.
A Megiddo la scoperta del Muro di Igael, un affresco murario raffigurante il figlio del Diavolo, così come scaturito da una visione avuta dallo stesso realizzatore dell'opera, desta scalpore. Numerose morti cominciano a circondare lo stesso reperto, e tutti coloro i quali tentano di avvertire la famiglia Thorn della vera natura di Damien, incappano in una fine dolorosa.
A svelare al giovane la sua vera identità è il sergente Neff, appartenente alla cerchia di "sostenitori" dell'Anticristo, il quale lo incita a leggere il tredicesimo capitolo del libro dell'Apocalisse, nel quale si narra di una Bestia che costringerà l'umanità a portare il suo "marchio", il numero 666.
Riconosciuto il numero in una sorta di cicatrice subito sotto il suo cuoio capelluto, Damien è sconvolto. Dapprima rattristato, poi sempre più convinto, finisce con l'accettare la sua vera identità.
Di ritorno dall'accademia per le festività natalizie, Mark ascolta di nascosto una conversazione tra suo padre e un uomo, il Dr. Warren, giunto in casa Thorn a mettere in guardia i familiari sulla reale natura di Damien. Apprende dunque la vera personalità dell'Anticristo, partorito da uno sciacallo, e tiene a distanza il cugino nei giorni a venire.
Damien si accorge del suo atteggiamento schivo e lo costringe a confessare. In seguito al rifiuto da parte di Mark di "seguirlo", il ragazzo lo uccide, facendo passare il tutto per un incidente.
Nel frattempo suo zio, il signor Thorn, presa coscienza della vera personalità di Damien dopo aver visto lui stesso l'affresco riportato sul muro di Igael, e ancora scosso dalla strana morte del figlio, decide di portare a compimento ciò che aveva intenzione di fare suo fratello prima di essere freddato dalla polizia: trafiggere Damien con i sette pugnali di Megiddo, le uniche armi in grado di uccidere l'Anticristo.
Fa chiamare dunque il ragazzo - che intanto è tornato all'accademia - nell'ufficio del museo nel quale essi sono conservati, ma si ritrova a dover discutere con la moglie, la quale lo colpisce con gli stessi pugnali, sostenendo di essere "sempre appartenuta a lui".
Damien giunge sul posto e causa un incendio nel quale la stessa donna perde la vita. Uscito dall'edificio, osserva le volanti delle forze dell'ordine accorse in suo aiuto e mostra alle telecamere uno sguardo altero e severo che ricorda vagamente il sorriso terribile con il quale si conclude il primo film della saga.

## Distribuzione
Il film è stato distribuito anche con il titolo La maledizione di Damien II (nelle edizioni VHS) e Omen II - La maledizione di Damien (nelle edizioni DVD).
La direzione del doppiaggio italiano è a cura di Mario Maldesi, su dialoghi di Roberto De Leonardis, per conto della C.V.D.